# Johannes Freiherr von Salmuth
Johannes Freiherr von Salmuth (* 23. Februar 1966 in Heidelberg) ist ein deutscher Familienunternehmer und Vorsitzender der Aufsichtsgremien der Röchling Gruppe sowie Vorsitzender des Gesellschafterausschusses der Aluminium-Werke Wutöschingen AG & Co.KG und der Richter Aluminium GmbH.

## Leben und Beruf
Johannes Freiherr von Salmuth wurde als Sohn von Wigand Freiherr von Salmuth und seiner Frau Ingrid geb. von Mengersen als jüngstes von vier Kindern in Heidelberg geboren. Er ist verheiratet und hat vier Kinder. Nach seinem Abschluss als Diplom-Volkswirt an der Rheinischen Friedrich-Wilhelms-Universität Bonn 1993 war von Salmuth bis zum Jahr 2002 in Berlin für eine Wirtschaftsprüfungsgesellschaft und als Unternehmensberater tätig. Seit 2000 ist er Mitglied im Gesellschafterausschuss und im Beirat der Röchling-Gruppe, deren Vorsitzender er 2008 beziehungsweise 2011 wurde. Von 2002 bis 2018 war er Vorstandsmitglied der Aluminium-Werke Wutöschingen, deren Aufsichtsratsvorsitzender er seit Juli 2018 ist. Zudem ist er stellvertretender Beiratsvorsitzende der Richter Aluminium GmbH. Seit 2011 gehört Freiherr von Salmuth dem Präsidium des Verbands Die Familienunternehmer an, dessen Vizepräsident er von 2013 bis 2019  war. Ferner ist er Mitglied des Kuratoriums der Stiftung Louisenlund.